# 타나카 군은 항상 나른해
《타나카 군은 항상 나른해》(일본어: 田中くんはいつもけだるげ)는 우다 노조미가 그린 일본의 만화 작품이다. 스퀘어 에닉스의 웹코믹 사이트인 〈간간 ONLINE〉에서 매월 2·4번째 주에 게재되었으며, 2013년 7월 25일 갱신 분부터 2019년 7월 25일까지 연재되었다. 2016년 4월 9일부터 6월 25일까지 TV 애니메이션이 방영되었다.

## 줄거리
무기력하지만 미워할 수 없는 타나카와, 과묵하면서도 수다쟁이인 오오타의, 느긋한 학교 생활을 그린 만화 작품.

## 등장 인물

### 남학생
- 타나카(田中)

성우: 오노 켄쇼
- 오오타(太田)

성우: 호소야 요시마사
- 시무라(志村)

성우: 오키츠 카즈유키
- 카토(加藤)

성우: 이쿠치 유이치

### 여학생
- 미야노(宮野)

성우: 타카모리 나츠미
- 시라이시(白石)

성우: 코이와이 코토리
- 에치젠(越前)

성우: 스와 아야카
- 요시다카(吉高)

성우: 나가미네 하루카
- 미요시(三好)

성우: 세키네 아키라

### 등장인물의 동생들
- 리노(莉乃)(타나카의 여동생)

목소리: 유키 아오이
- 사야(早夜)(오오타의 여동생)

목소리: 토야마 나오

## TV 애니메이션
2016년 4월 9일에서 6월 25일까지 TOKYO MX・MBS 외에서 방영되었다.

### 주제가
오프닝 테마 「うたたねサンシャイン」(낮잠 선샤인)
노래 - Unlimited tone
엔딩 테마 「BON-BON」
노래 - CooRie

### 방영 목록
| 화수   | 원어 소제목            | 번역 소제목        | 얼개그림                     | 연출                      | 작화감독 | 총작화감독                                      |
| ------ | ---------------------- | ------------------ | ---------------------------- | ------------------------- | --- | ----------------------------------------------- |
| 제1화  | 田中くんと太田くん     | 타나카과 오오타    | 카와츠라 신야(川面真也)      | 카와츠라 신야(川面真也)   | 오노다 마사토(小野田将人) 타키모토 사치코(滝本祥子)                                                                                | 이이즈카 하루코 (飯塚晴子) 오츠카 마이 (大塚舞) |
| 제2화  | 弟子入り志願           | 제자가 되고 싶어요 | 니헤이 유이치 (二瓶勇一)     | 후쿠타 쥰 (福多潤)        | 타케모리 유카(竹森由加) 야마모토 아키토모(山本亮友)                                                                                | 이이즈카 하루코 (飯塚晴子) 오츠카 마이 (大塚舞) |
| 제3화  | ギャップ少女越前さん   | 반전 소녀 에치젠   | 아이자와 카츠키(相澤伽月)    | 아이자와 카츠키(相澤伽月) | 츠츠미야 노리코(堤谷典子) | 이이즈카 하루코 (飯塚晴子) 오츠카 마이 (大塚舞) |
| 제4화  | 白石さんの秘密         | 시라이시의 비밀    | 니이도메 토시야 (新留俊哉)   | 이베 유우시 (伊部勇志)    | 마사키 유타(正木優太) 사쿠라이 마사아키(桜井正明) 키노시타 유우키(木下ゆうき)                                                      | 이이즈카 하루코 (飯塚晴子) 오츠카 마이 (大塚舞) |
| 제5화  | 田中くんの日常         | 타나카 군의 일상   | 이와사키 요시아키 (岩崎良明) | 反里小也                  | 타케모리 유카 야마모토 아키토모 | 이이즈카 하루코 (飯塚晴子) 오츠카 마이 (大塚舞) |
| 제6화  | 風邪ひき田中くん       | 감기에 걸린 타나카 | 쿠로사와 마사유키 (黒澤雅之) | 카네코 신고 (金子伸吾)    | 츠츠미야 노리코 | 이이즈카 하루코 (飯塚晴子) 오츠카 마이 (大塚舞) |
| 제7화  | 田中くんのバレンタイン | 타나카의 발렌타인  | 카나사키 타카오미 (金崎貴臣) | 후쿠타 쥰                 | 나카모토 나오코(中本尚子) 츠카모토 아유무(塚本歩) 마츠오카 켄지(松岡謙治)                                                          | 이이즈카 하루코 코마츠바라 세이 (小松原聖)      |
| 제8화  | 太田くんの受難         | 오오타의 수난      | 코바야시 아츠시(小林敦)      | 코바야시 아츠시(小林敦)   | 야마모토 아키토모 토리야마 후유미(鳥山冬美) 무라카미 류노스케(村上竜之介)                                                          | 이이즈카 하루코 코마츠바라 세이 (小松原聖)      |
| 제9화  | ワックへ、ようこそ     | 웰컴, 왁도날드     | 니헤이 유이치                | 이토 후미오 (伊藤史夫)    | 야나세 죠지(柳瀬譲二) 김필강(金弼康) 사쿠라이 타쿠로(櫻井拓郎) 츠츠미야 노리코 야마요시 카즈유키(山吉一幸) 히라타 카즈야(平田和也) | 이이즈카 하루코 코마츠바라 세이 (小松原聖)      |
| 제10화 | 田中くんの夏           | 타나카의 여름      | 아이자와 카츠키              | 아이자와 카츠키           | 츠츠미야 노리코 | 이이즈카 하루코 코마츠바라 세이 (小松原聖)      |
| 제11화 | 田中くんの文化祭       | 타나카의 문화제    | 니헤이 유이치                | 이베 유우시               | 타케모리 유카 마사키 유타 戸羽谷沙知 마츠오카 켄지                                                                                 | 이이즈카 하루코 코마츠바라 세이 (小松原聖)      |
| 제12화 | 田中くんのしあわせ     | 타나카의 행복      | 사와이 코우지 (澤井幸次)     | 후쿠타 쥰 카와츠라 신야   | 타케모리 유카 츠카모토 아유무 카토 쿠미코(加藤久美子) 야마모토 아키토모                                                            | 이이즈카 하루코 코마츠바라 세이 (小松原聖)      |

### BD / DVD
| 권 | 발매일           | 수록화    | 규격품번  | 규격품번   |
| 권 | 발매일           | 수록화    | BD 한정판 | DVD 한정판 |
| -- | ---------------- | --------- | --------- | ---------- |
| 1  | 2016년 6월 24일  | 제1화     | BCXA-1126 | BCBA-4770  |
| 2  | 2016년 7월 22일  | 제2화     | BCXA-1127 | BCBA-4771  |
| 3  | 2016년 8월 26일  | 제3~4화   | BCXA-1128 | BCBA-4772  |
| 4  | 2016년 9월 27일  | 제5~6화   | BCXA-1129 | BCBA-4773  |
| 5  | 2016년 10월 26일 | 제7~8화   | BCXA-1130 | BCBA-4774  |
| 6  | 2016년 11월 25일 | 제9~10화  | BCXA-1131 | BCBA-4775  |
| 7  | 2016년 12월 22일 | 제11~12화 | BCXA-1132 | BCBA-4776  |